# Chaperiopsis galeata
Chaperiopsis galeata är en mossdjursart som först beskrevs av Busk 1854.  Chaperiopsis galeata ingår i släktet Chaperiopsis och familjen Chaperiidae. Utöver nominatformen finns också underarten C. g. inermis.